# Hermonville
Hermonville is een gemeente in het Franse departement Marne (regio Grand Est). De plaats maakt deel uit van het arrondissement Reims. Hermonville telde op 1 januari 2022 1.409 inwoners.

## Geografie
De oppervlakte van Hermonville bedroeg op 1 januari 2022 13,3 vierkante kilometer; de bevolkingsdichtheid was toen 105,9 inwoners per km².

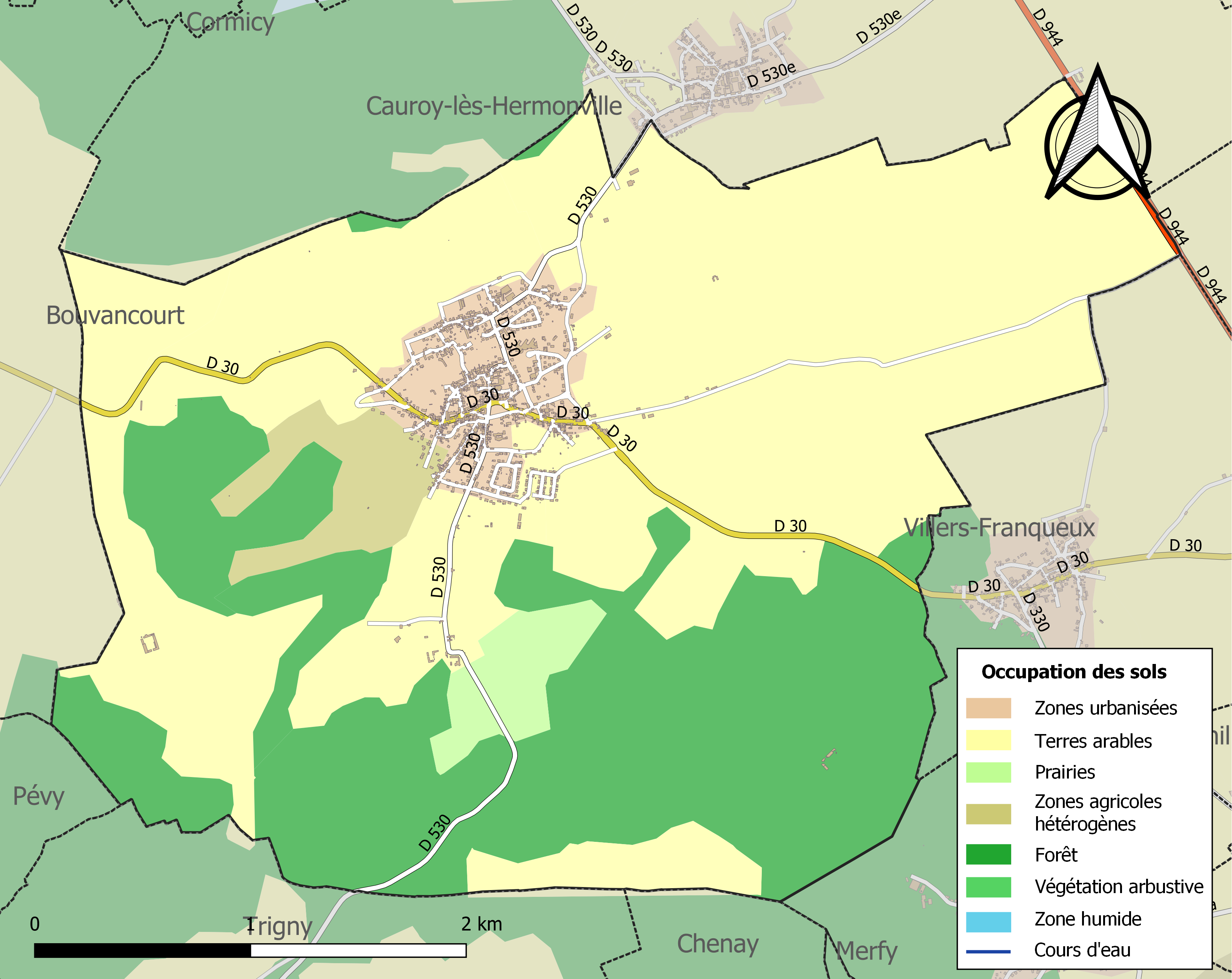
Kaart van de gemeente met de belangrijkste infrastructuur, bodemgebruik en omliggende gemeenten

## Demografie
Onderstaande figuur toont het verloop van het inwonertal (bron: INSEE-tellingen).